# ELIN
ELIN Aktiengesellschaft für elektrische Industrie est une entreprise autrichienne spécialisée dans la construction de générateurs, de transformateurs, d'appareillages de commutation, de câbles et de systèmes électriques. Elle est fondée en 1908 depuis l'usine de Weiz. En 1959, elle fusionne avec AEG (ELIN-UNION AG für elektrische Industrie). Trente ans plus tard, la société se scinde en ELIN Energieanwendung et ELIN Energieversorgung.

## Histoire
En 1892, l'ingénieur Franz Pichler, alors âgé de 26 ans, fonde l'usine F. Pichler à Weiz, en Styrie. Des machines électriques sont produites, y compris des générateurs électriques pour le nickelage et des machines à courant continu dans le premier atelier de la Birkfelderstrasse.
En 1897, après que l'ingénieur Cornel Masal rejoint l'entreprise en raison d'un manque de fonds propres, l'entreprise est rebaptisée "Weizer Elektrizitätswerke Franz Pichler & Co.". Un premier grand hall d'usine d'une superficie de 350 m2 pourrait être construit. L'entreprise, qui opère dans la branche technologique émergente de l'électricité, s'agrandit et ouvre ses premiers bureaux et postes extérieurs.
La concurrence avec les grandes entreprises de l'époque Österreichische Siemens-Schuckert-Werke et AEG fait rapidement disparaître le soutien financier fourni par l'ingénieur Masal. En 1900, la "Société pour l'industrie électrique" de Vienne entre donc dans l'entreprise en tant que société en participation. La nouvelle connexion donne lieu à des bureaux de vente à Vienne et la poursuite de l'expansion de l'usine de Weiz. De nouvelles machines et outils sont achetées et au cours des années suivantes, de nouveaux développements voient le jour, tels que des générateurs de 800 kW, des machines à courant continu multipolaires et le brevet des ailettes de refroidissement.
En 1908, Pichler décide de transformer l'entreprise en une société par actions afin de lever davantage de fonds propres. Dès lors, l'entreprise s'appelle "ELIN Aktiengesellschaft für elektrische Industrie" et offre déjà une large gamme de services allant de la construction de machines électriques et d'appareillage de commutation à la technologie de propulsion et de soudage.
Pendant la Première Guerre mondiale, les ventes aux clients privés diminuent considérablement, tandis que les commandes d'armement se multiplient. L'entreprise fournit des projectiles, des moteurs et des transformateurs pour l'armée austro-hongroise et reçoit même un ordre secret pour produire des équipements électriques pour les sous-marins. À cette époque, l'usine de Weiz est reliée au chemin de fer, qui remplace le transport auparavant laborieux vers la gare.
Après la mort de Franz Pichler d'une crise cardiaque en août 1919, l'ingénieur Emanuel Rosenberg, connu pour avoir inventé la machine à souder à champ transversal, est son successeur. À partir de mars 1922, l'Anglo-Österreichische Bank détient la majorité des actions de la société.
Après la crise économique mondiale de 1929, qui pose à l'entreprise d'importants problèmes de vente, auxquels elle parvient cependant à survivre, la production de cuisinières électriques vient s'ajouter à la gamme après plusieurs acquisitions. Un rotor à cage d'écureuil, connu sous le nom de "moteur Robax", est développé. ELIN fournit des systèmes de redressement pour la Wiener Städtische Elektrizitätswerke et l'émetteur de Bisamberg de la RAVAG, ainsi que pour la ligne de Feldbach à Bad Gleichenberg, qui est mise en service en 1931. Les produits ELIN sont livrés jusqu'en Égypte et en Russie. La livraison d'équipements électriques pour l'électrification des chemins de fer et la construction de locomotives et d'autorails électriques pour les chemins de fer fédéraux autrichiens, la Wiener Elektrische Stadtbahn, la Steiermärkischen Landesbahnen et la Wiener Lokalbahnen valent à ELIN une grande réputation en tant qu'entreprise électrique.
Au cours de l'aryanisation par les nazis après l'Anschluss, les directions de Weiz et de Vienne sont complètement remaniées. ELIN fusionne avec Rhenish Schorch-Werke AG, ce qui entraîne des changements d'organisation et de fabrication qui ont un impact négatif sur l'entreprise. Avec le début de la Seconde Guerre mondiale, d'importantes commandes d'armement pour les équipements sous-marins, les moteurs, les transformateurs et les convertisseurs de soudage pour la Marine et l'Armée de terre voient le jour.
Après la guerre, les forces d'occupation soviétiques enlèvent presque toutes les machines et tous les outils, et les bâtiments endommagés de l'entreprise ont été réparés par l'ingénieur Karl Widdmann, qui a repris la direction de l'usine, puis reconstruits. En 1946, ELIN est nationalisée, les usines de Penzing, Ottakring et Weiz deviennent la propriété de la République d'Autriche. Les installations de production restantes mènent une sorte de vie propre sous l'administration russe jusqu'à l'intervention de l'Administration de la propriété soviétique en Autriche en 1955. Cependant, après une réorganisation et l'obtention de prêts étrangers, ELIN peut à nouveau réaliser d'importants projets à grande échelle. Par exemple, le projet de la centrale de Kaprun, dans la construction duquel ELIN a joué un rôle important, est achevé.
Au cours de la fusion sectorielle des entreprises nationalisées, l'AEG-Union fusionne avec ELIN en 1959 sous le nom "ELIN-UNION AG pour l'industrie électrique". suivent une rationalisation et une nouvelle expansion des installations de production du groupe et de la construction d'un nouveau bâtiment administratif central à Penzing. La concurrence qui produit à moindre coût signifie que l'entreprise doit calculer encore plus étroitement afin d'avoir suffisamment de fonds disponibles pour de nouvelles acquisitions, ce qui se fait également au détriment des salaires des employés. L'utilisation des installations de production diminue parce que les gros clients investissent moins. Une nouvelle restructuration dans le domaine de la production est nécessaire.
En 1967 et 1971, des contrats sont conclus avec le groupe Siemens qui, outre une division du programme de production, prévoit également des approvisionnements mutuels et l'accès à des licences. ELIN lance un important programme de restructuration qui prévoit la fusion des succursales viennoises dans l'usine de Vienne-Floridsdorf et l'agrandissement de l'usine de Weiz. Dans le même temps, des branches de production non rentables sont abandonnées, ce qui fait d'ELIN la plus grande entreprise autrichienne du secteur du courant fort, active dans presque tous les domaines de l'électrotechnique et de l'électronique. Dans le cadre du consortium ABES et BES, ELIN participe à la livraison proportionnelle d'équipements électriques pour les véhicules de traction des chemins de fer fédéraux autrichiens, par l'autorail de transport rapide de la série 4020 équipé d'une commande à thyristor pour la S-Bahn de Vienne.
La crise pétrolière du début des années 1980 entraîne un marasme économique mondial, perceptible dans l'industrie nationalisée par une forte baisse des commandes. L'énorme pression concurrentielle, la perte de parts de marché, la hausse des coûts avec la baisse des bénéfices et le faible niveau d'activité d'investissement dans l'économie autrichienne forcent une réorganisation de "ELIN-UNION AG" en 1989. L'entreprise est divisée en "Elin Energieversorgung Ges.m.b.H." (EEV) et "Elin Energieutilisation Ges.m.b.H." (EEA), et un "Service Ges.m.b.H." a également été créé. En outre, le secteur des transformateurs est scindé en une filiale indépendante ELIN Transformers GmbH et "ELIN Motoren GmbH". Toutes les sous-sociétés reçoivent la distinction de l'État autrichien en 1992 et 1996 et sont autorisées à utiliser les armoiries de l'Autriche dans les transactions commerciales.
VA Technologie est fondée en 1994 et Union-ELIN se scinde.
Lorsque Siemens reprend le groupe VA Tech en 2006, VA Tech Elin EBG devient plus tard Siemens Elin et T&D est une partie de Siemens PTD. Hydro doit être vendue et appartient maintenant à Andritz.
Après plusieurs restructurations, ELIN est une société du groupe Ortner et de Siemens AG Autriche depuis le 8 août 2008. Depuis octobre 2008, cette société opère sous le nom d'ELIN GmbH & Co KG. Depuis le 30 novembre 2011, la marque ELIN appartient entièrement au groupe Ortner à la suite du retrait de Siemens Autriche.